# Ratko Čolić
Ratko Čolić (17 de março de 1918 - Belgrado, 30 de outubro de 1999) foi um futebolista iugoslavo. Ele competiu na Copa do Mundo FIFA de 1950, sediada no Brasil, na qual a seleção de seu país terminou na quinta colocação dentre os treze participantes.

## Ligações Externas
- Perfil na Sports Reference